# مانوئل ماریا بوررو
مانوئل ماریا بوررو (انگلیسی: Manuel María Borrero; زاده ۱۰ مهٔ ۱۸۸۳ – درگذشته ۷ ژوئن ۱۹۷۵) سیاستمدار اهل اکوادور بود. وی از ۱۰ اوت ۱۹۳۸ تا ۲ دسامبر ۱۹۳۸ رئیس‌جمهور موقت این کشور بود.
مانوئل ماریا بوررو در ۷ ژوئن ۱۹۷۵، در سن ۹۲ سالگی درگذشت.